# Bohuslavice (Opavai járás)
Bohuslavice település Csehországban, a Opavai járásban. Bohuslavice Vřesina, Závada, Bolatice, Dolní Benešov, Chuchelná, Kozmice és Bělá településekkel határos. Lakosainak száma 1786 fő (2024. január 1.).

## Népesség
A település lakosságának változását az alábbi diagram mutatja:
| Lakosok száma | 1094 | 1202 | 1171 | 1429 | 1494 | 1621 | 1711 | 1784 | 1706 | 1786 |
|               | 1869 | 1900 | 1921 | 1961 | 1980 | 2011 | 2016 | 2019 | 2021 | 2024 |